# الصديقة الرائعة
الصديقة الرائعة (بالإيطالية:  L'amica geniale)‏ هو مسلسل تلفزيوني درامي إيطالي مبني على روايات نابولي للكاتبة الإيطالية إيلينا فيرانتي. السلسلة هي إنتاج مشترك بين شبكة HBO الأمريكية وشبكة RAI الإيطالية تم عرضه لأول مرة على HBO في 18 نوفمبر 2018 وRai 1 و TIMvision في 27 نوفمبر 2018. عرض المسلسل بالدبلجة العربية في لبنان وسوريا.

## القصة
يحكي المسلسل عن العلاقة الخاصة التي تجمع بين إيلينا «لينو» جريكو ورافاييلا «ليلا» سيرولو، وهما فتاتان من الخمسينات نشأن في حي نابولي.

## المواسم
تم تأكيد الموسم الثاني، استنادًا إلى رواية نابولي الثانية، «قصة اسم جديد»، في ديسمبر 2018، وعرض أول حلقتين في دور السينما الإيطالية في الفترة من 27 إلى 29 يناير 2020، بينما عرض على التلفزيون على قناة Rai1 في 10 فبراير 2020.
في أبريل 2020، تم تجديد المسلسل لموسم ثالث، استنادًا إلى الرواية الثالثة، «من يغادر ومن يبقى». تم عرض الموسم الثالث المكون من ثماني حلقات لأول مرة على قناة Rai 1 في 6 فبراير 2022، وعلى HBO في 28 فبراير 2022.
في مارس 2022، تم تجديد المسلسل للموسم الرابع والأخير، بناءً على الرواية الأخيرة «قصة الطفل الضائع».

## روابط خارجية
- الصديقة الرائعة على موقع IMDb (الإنجليزية)
- الصديقة الرائعة على موقع ميتاكريتيك (الإنجليزية)
- الصديقة الرائعة على موقع روتن توميتوز (الإنجليزية)
- الصديقة الرائعة على موقع فيلمافينيتي (الإسبانية)
- الصديقة الرائعة على موقع كينوبويسك (الروسية)
- الصديقة الرائعة على موقع ألو سيني (الفرنسية)
- الصديقة الرائعة على موقع قاعدة بيانات الفيلم (الإنجليزية)